# Рідина глушіння
Рідина глушіння (рос. жидкость глушения; англ. kill fluid; нім. Dämpfungsflüssigkeit f) — рідина, призначена для глушіння свердловин.

## Загальна характеристика
Рідина глушіння повинна мати достатню в'язкість, високу тиксотропію (здатність перетворюватися з рухомої рідини на гель) для того, щоб запобігти поглинанню продуктивним пластом. Але в той же час кінцеві величини характеристик структурно-механічних властивостей рідини глушіння не повинні бути надто високими, оскільки рідина, яка має велику статичну напругу зсуву (СНЗ) і проникла в привибійну зону пласта, настільки загущується, що не може бути видалена із неї при градієнтах тиску, створюваних у ході освоєння, а також потоком пластових флюїдів під час експлуатації свердловини. У результаті проникність пласта і, як наслідок, продуктивність свердловини будуть погіршені. Величини в'язкості і характеристик структурно-механічних властивостей рідин глушіння можуть регулюватися застосуванням загущувачів, поверхнево-активних речовин і т. д. Корозійне й абразивне діяння рідини глушіння як на наземне, так і на підземне устаткування, повинно бути незначним або не проявлятися. На швидкість корозії може помітно впливати йонний склад води, а також різні колоїдно-хімічні домішки, що містяться в ній. До агресивних належать йони Cl— і HS—.
При цьому, з підвищенням температури води швидкість хімічної (електрохімічної) реакції, яка призводить до корозії металів, збільшується приблизно в 2–3 рази на кожне підвищення в 10 °С.

## Різновиди
Рідини глушіння на водній основі — група рідин глушіння, до яких належить прісна (технічна) і пластова вода, стічні води, розчини мінеральних солей, розчини полімерів, системи з конденсованою твердою фазою (гідрогелі), піни, прямі емульсії (типу Н/В), глинисті розчини (нормальної густини й обважнені).
Рідини глушіння на вуглеводневій основі — група рідин глушіння, до яких належать товарна або загущена нафта, вапняно-бітумні розчини, обернені емульсії (типу В/Н з вмістом водної фази до 70 %). Розчини на вуглеводневій основі рекомендуються для максимального збереження колекторських властивостей продуктивних пластів у процесі проведення ремонтних робіт у свердловинах як рідини глушіння.
Рідини глушіння свердловин і буферні рідини на основі крохмалесольових гелів — група водних мінералізованих рідин глушіння з додаванням крохмалевого реагенту, який можна одержати шляхом гідролізу крохмалю безпосередньо в сольових розчинах. Встановлено, що за певного співвідношення густини і температури, в розчинах бішофіту, хлориду та нітрату кальцію відбувається процес утворення крохмалевого клейстеру, який має властивості регулятора реологічних та фільтраційних властивостей рідин глушіння свердловин. З підвищенням цих величин швидкість процесу клейстеризації зростає. Перевага використання крохмале-сольових гелів перед традиційним крохмалевим реагентом полягає в можливості одержання технологічних рідин, які мають низьку фільтратовіддачу за густини, що дорівнює густині розчину солі, на основі якої даний гель був утворений. Так, у разі використання розчину бішофіту чи хлориду кальцію можна одержати рідини з густиною від 1100 до 1290 кг/м³, а нітрату кальцію — від 1190 до 1450 кг/м³. Термотривкість гелів на основі нітрату кальцію знаходиться на рівні 120—130 °С. Проведеними експериментальними роботами встановлено принципову можливість збільшення термотривкості крохмале-бішофітних гелів (КБГ) до 130—140°С. Реагентами, що підвищують термотривкість рідин на основі бішофітних гелів, є вапно та каустична сода.
РОЗЧИНИ З КОЛЬМАТАНТАМИ (рос. растворы с кольматантами; англ. colmatant drilling muds; нім. Spülungen f pl mit Kolmatanten) — рідини глушіння свердловин, які являють собою чисті розсоли з введеними до їх складу твердими наповнювачами-кольматантами, що є ефективним способом регулювання фільтраційних властивостей. Ґранулометричний склад кольматантів повинен мати широкий діапазон за розмірами, охоплюючи великі частинки для закупорювання пор і дрібні — для створення малопроникної кірки. Розмір найбільших частинок повинен бути не меншим 1/3 середнього діаметра пор пласта, а кількість їх у розсолі повинна складати не менше 5 % від загального об'єму наповнювача. Загальна концентрація кольматантів у розсолі знаходиться в межах 2-10 % від об'єму рідини.

## Регулювання фільтраційних характеристик рідин глушіння
Регулювання фільтраційних властивостей водних рідин глушіння — зміна фільтраційних властивостей рідин глушіння на водній основі (в першу чергу чистих розсолів) шляхом зменшення густини рідини глушіння (для зменшення гідростатичного тиску на пласт); підвищення в'язкості рідини додаванням полімерних загущувачів; введенням твердих частинок-кольматантів (для тимчасового закупорювання пор продуктивного пласта).
Основним способом запобігання надходженню водної фази в пласти є використання полімерних систем на основі розчинів солей з регульованими фільтраційними та реологічними властивостями. Добавки, які регулюють в'язкість розсолів, не повинні втрачати своїх властивостей у присутності електролітів або через забруднення рідини; повинні легко розчинятися в порах пласта і на вибої свердловини з застосуванням традиційних методів (кислотне оброблення і т. д.); повинні забезпечити стабільну в'язкість розчину при зміні температури. За рахунок підвищення в'язкості надходження рідини до пласта-колектора значно зменшується, а за певної концентрації реагентів майже повністю усувається. Підвищення в'язкості розсолів забезпечують такі добавки природних і синтетичних органічних колоїдів: крохмалі-полісахариди, виділені із харчових продуктів (картоплі, рису, пшениці, кукурудзи), частково розчинні у воді, але недостатньо термотривкі; карбоксилметилцелюлоза (КМЦ) — похідні целюлози, що розрізняються за ступенем полімеризації, концентрації і чистоти, менш чутливі до температури, не піддаються ферментації, їх ефективність знижується з підвищенням мінералізації рідини; карбоксиметилгідроксиетилцелюлоза (КМГЕЦ) і гідроксиетилцелюлоза (ГЕЦ) — похідні целюлози, які розчинні в 15 % соляній кислоті; біополімери — полімери, що утворюються під час бактеріальної ферментації гідрату вуглецю, розчинні в прісній і солоній водах, дають завислі колоїди; синтетичні полімери — поліакриламід (ПАА), поліоксиетилен (ПОЕ), мають добру загущувальну здатність.